# Wiatr buszujący w jęczmieniu
Wiatr buszujący w jęczmieniu (ang. The Wind That Shakes the Barley) – irlandzki dramat filmowy z 2006 roku w reżyserii brytyjskiego reżysera Kena Loacha.
Film przedstawia historię z okresu irlandzkiej wojny o niepodległość (1919–1921) oraz irlandzkiej wojny domowej (1922–1923). Tytuł filmu nawiązuje do XIX-wiecznej irlandzkiej ballady The Wind That Shakes the Barley autorstwa Roberta Dwyera Joyce’a, opisującej irlandzkie powstanie z 1798. Niektóre ze scen filmu zostały zrealizowanie w dublińskim więzieniu Kilmainham Gaol.
Obraz otrzymał Złotą Palmę na 59. MFF w Cannes w 2006.

## Fabuła
Film przedstawia historię grupy bojowników Irlandzkiej Armii Republikańskiej, którzy przeciwstawiają się brytyjskiej okupacji wyspy. Fabuła filmu koncentruje się na dwóch braciach Teddym i Damienie O’Donovanie. Bracia początkowo walczą ramię w ramię przeciw Brytyjczykom, ale po podpisaniu angielsko-irlandzkiego traktatu w 1921 stają po dwóch stronach barykady irlandzkiej wojny domowej. Teddy opowiada się po stronie Wolnego Państwa Irlandzkiego, natomiast Damien pozostaje w przeciwstawiającej się im grupie przeciwników Traktatu (tzw. Anti-Treaty IRA).

## Obsada
- Cillian Murphy jako Damien
- Padraic Delaney jako Teddy
- Liam Cunningham jako Dan
- Gerard Kearney jako Donnacha
- William Ruane jako Gogan
- Roger Allam jako sir John Hamilton
- Kieran Aherne jako Sweeney
- Keith Dunphy jako Terence
- Sean McGinley jako ksiądz
- Myles Horgan jako Rory
- Orla Fitzgerald jako Sinead
- Máirtín de Cógáin jako Sean
- Siobhan Mc Sweeney jako Julia